# 1814 (film)
Pour plus de détails, voir Fiche technique et Distribution.
1814 est un court-métrage muet français réalisé par Louis Feuillade sorti en 1910.

## Fiche technique
- Titre original : 1814
- Réalisation : Louis Feuillade
- Société de production : Société des Établissements L. Gaumont
- Société de distribution : Société des Établissements L. Gaumont
- Pays de production :  France
- Format : Noir et blanc - 35 mm - 1,37:1 - Film muet
- Genre : Film historique
- Date de sortie : 
  - France : décembre 1910

## Distribution
- Renée Carl
- Alice Tissot